# Virginiden
Die Virginiden (benannt nach der Konstellation Jungfrau, lat. Virgo) sind ein im März und April auftretender Meteorstrom, dessen Sternschnuppen scheinbar aus dem Sternbild Jungfrau kommen.
Im Gegensatz zu den meisten anderen Sternschnuppenschwärmen ist die beste Beobachtungszeit der Virginiden nicht am Morgenhimmel, sondern schon gegen Mitternacht, wo das Sternbild annähernd im Süden steht.
Der Radiant der vom 1. März bis 15. April aktiven Virginiden (nach älteren Quellen von Anfang März bis Anfang Mai) liegt nahe dem hellen Stern Spica bei den Himmelskoordinaten 200° / −5°. 
Die maximale Zahl der relativ langsam (mit 22 bis 25 km/s) fliegenden Sternschnuppen, die sogenannte Zenithal Hourly Rate (ZHR) beträgt Anfang April etwa 5 pro Stunde, wird aber in unseren zu weit nördlichen Breiten nicht ganz erreicht. Das Maximum ist sehr flach, weil die Sternschnuppen zum ekliptikalen Typ gehören, also relativ weit in der Erdbahnebene verstreut sind.
Eine nur kurz beobachtbare, sehr schwache Untergruppe des Schwarms, die Northern March Virginids, tritt einige Tage ab Mitte März in Erscheinung. Im Jahr 2013 wurden sie von der American Meteor Society AMS als "Klasse II"-Meteorstrom zwischen 14. März (Maximum bei 11:35, 8-9°) und 22. März beobachtet.
Ein anderer Zweig trat 2011 deutlicher in Erscheinung, nämlich vom 22. bis 25. April im östlichen Bereich des Sternbilds (14:15 / −11°). Der US-Meteorforscher Robert Lunsford nannte sie h-Virginiden.